# Utetheisa darwini
Utetheisa darwini là một loài bướm đêm thuộc phân họ Arctiinae, họ Erebidae.